# Антемиол
Антемио́л (ок. 453 — 471) — сын императора Западной Римской империи Антемия и Марции Эвфемии, дочери императора Восточной империи Маркиана.
Об Антемиоле известно только из «Галльской хроники 511 года».
Когда в 467 году Лев I назначил Антемия императором Запада, Антемиол отправился в Рим вместе с отцом, матерью и сестрой Алипией, тогда как три его брата остались в Константинополе.
Вскоре произошло вторжение в Галлию вестготов Эйриха. Заключив союз с бургундами и бриттами, Антемий направил против них большую армию под командованием Антемиола. Его армия попала в засаду и была перебита в битве на реке Родан недалеко от Арелата. Антемиол и его полководцы Торисарий, Эвердинг и Эрмиан попали в плен и были казнены готами.
Поход Антемиола был последним случаем, когда войска Западной Римской империи вели военные действия за пределами Италии. Его неудача в значительной степени предопределила падение и гибель императора Антемия.